# Stewartiella
Stewartiella es un género de plantas  pertenecientes a la familia Apiaceae. Comprende 2 especies.

## Taxonomía
El género fue descrito por Eugene Nasir y publicado en Flora of West Pakistan 20: 152. 1972. La especie tipo es: Stewartiella baluchistanica Nasir	

## Algunas especies
A continuación se brinda un listado de las especies del género Stewartiella descritas hasta julio de 2013, ordenadas alfabéticamente. Para cada una se indica el nombre binomial seguido del autor, abreviado según las convenciones y usos.
- Stewartiella baluchistanica Nasir
- Stewartiella crucifolia (Gilli) Hedge & Lamond